# Distrito de Paccha (Jauja)

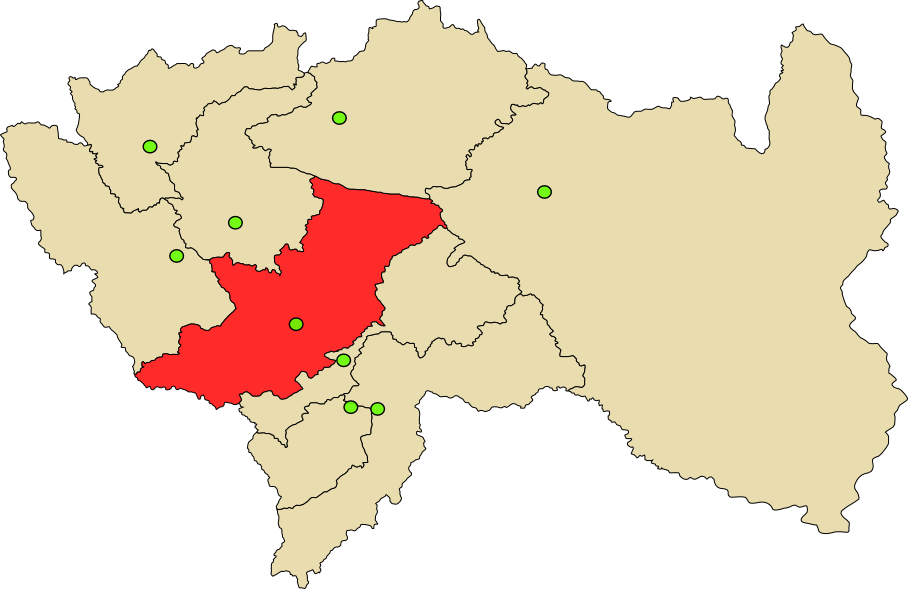
Provincia de Jauja en el Departamento de Junín

El Distrito de Paccha es uno de los treinta y cuatro distritos de la Provincia de Jauja, ubicada en el Departamento de Junín, bajo la administración del Gobierno Regional de Junín, Perú.
Dentro de la división eclesiástica de la Iglesia Católica del Perú, pertenece a la Vicaría IV de la Arquidiócesis de Huancayo

## Historia
El distrito fue creado mediante Ley del 15 de junio de 1920, en el gobierno del Presidente Augusto Leguía.

### Creación
LEY REGIONAL N° 150 DE CREACIÓN DEL DISTRITO DE PACCHA.
EL PRESIDENTE DE LA REPÚBLICA.
Por cuanto: El Congreso de la Regional del Centro ha dado la ley siguiente:
Art. 1° Crease el distrito de Paccha, en la provincia de Jauja, el que comprenderá los pueblos de Paccha, que será la capital, y el de Canchapunco, los caseríos de Canchas Pacacoto y la hacienda de Miraflores.
Art. 2°
El nuevo distrito tendrá como límites: 
- Por el norte: los puntos denominados Yañacpuquio, Suyos y Pucutanca.
- Por el Oeste: los pastos de Ypas grande, la hacienda Consac y al hacienda Ypas chico.
- Por el sur: los pastos de distrito de Sincos y los de Yacuari.
- Por el este: los pastos de la hacienda de Miraflores y los puntos denominados Canchas y Masajcancha.

Dada la sala de sesiones del congreso regional del centro, e Huancayo, a los 11 días del mes de junio de 1920.
Carlos Enrique Paz Soldán, presidente del congreso. M Sánchez Palacios, diputado secretario-M. Artemio Añaños, diputado secretario.
Al señor presidente de la república.
Por Tanto: Mando se imprima, publique y circule y se dé el debido cumplimiento.
Dado en la casa de gobierno, en Lima, a los 15 días del mes de junio de 1920.
A.B. Leguía-G. Leguía y Martínez.
- ACTA DE INAUGURACIÓN DEL DISTRITO DE PACCHA

(Copia fiel del documento que se encuentra en la cámara de diputados)
En Paccha a las dos de la tarde del día siete de agosto de mil novecientos veinte; reunidos en cabildo de la capital de este distrito los señores:
Manuel Madrid, gobernador; Gerardo Dávila, alcalde, Máximo Terreros, sindico de rentas Cipriano Aylas, sindico de gastos; Víctor Caballero, regidor; y vecinos principales que al fin suscribieron el objeto de inaugurar oficial y públicamente el distrito, el señor alcalde declaró que se iba a proceder a dicho acto, estando presentes las instituciones locales y las escuelas de varones y de niñas de este pueblo. El efecto el señor gobernador hizo uso de la palabra así como alcalde y varias personas siendo muy aplaudidos; enseguida el doctor Tobías N. Quintana designado por el padrino de la ceremonia señor Francisco Miculiciche; diputado regional por Yuli, par que representa en ella, por encontrarse ausente en la ciudad de Lima dirigió al palabra a todos los presentes felicitando al los hijos de Paccha por el triunfo obtenido con la creación del distrito y haciendo votos por su prosperidad en nombre de su representada y el suyo propio. Acto continuo se dio lectura por el secretario del consejo a la ley de la creación del distrito y cuyo tenor literal es el siguiente: “Ley N° 150”. El presidente de la república por cuento; el congreso regional del centro ha dado la ley siguiente:
Art. 1°
Crease el distrito de Paccha, en la provincia de Jauja, el que comprenderá los pueblos de Paccha, que será la capital, y el de Canchapunco, los caseríos de Canchis Pacapoto y la hacienda de Miraflores.
Art. 2°
El nuevo distrito tendrá como límites: 
- Por el norte: los puntos denominados Yañacpuquio, Suyos y Pucutanca.
- Por el Oeste: los pastos de Ypas grande, la hacienda Consac y al hacienda Ypas chico.
- Por el sur: los pastos de distrito de Sincos y los de Yacuari.
- Por el este: los pastos de la hacienda de Miraflores y los puntos denominados Canchas y Masajcancha.

Dada la sala de sesiones del congreso regional del centro, e Huancayo, a los 11 días del mes de junio de 1920.
Carlos Enrique Paz Soldán, presidente del congreso. M Sánchez Palacios, diputado secretario-M. Artemio Añaños, diputado secretario.
Al señor presidente de la república.
Por Tanto: Mando se imprima, publique y circule y se dé el debido cumplimiento. Dado en la casa de gobierno, en Lima, a los 15 días del mes de junio de 1920.
A.B. Leguía-G. Leguía y Martínez-terminada la lectura de esta ley los concurrentes aplaudieron, precisamente en medio de vítores al Perú y al nuevo distrito de Paccha; presente la delegación del consejo de Jauja, constituida por sus miembros señores Carlos E. Sanaguinati, inspector y justos villanes; primero pronunció discurso al nombre del consejo expresa adhiriéndose al júbilo producido en este pueblo por su emancipación como distrito; también asistieron a esta ceremonia especialmente invitados los señores vecinos de Jauja Don Santiago Peña, notario del provincia; y Don Pedro Rosas, Don Grimaldo Quintana, delegado del consejo de Paccha ante la provincia de y Don Agustín Arroyo.
Una vez que terminó de hacer uso de la palabra el señor Sanaguineti, el doctor Quintana contestó este discurso, siendo ambos frenéticamente ovacionados. En cuyo instante, se hizo una salva de veintiún dinamitazos, la banda de músicos entono el Himno Nacional, que fue cantado por los niños de las escuelas, concluyendo con estruendosos vivas al Perú y al aprovincia de Jauja, al nuevo distrito de Paccha, a las autoridades y al padrino. Diese por terminada la ceremonia de la inauguración oficial acordándose sentar la presente acta y en fe de todo cual firmaron.
- Tobías N. Quintana; diputado regional.
- Santiago Peña; notario público.
- Justo L. Villanes, C. Sanguineti, Grimaldo Quintana, Agustín A. Arroyo, Pedro Rosas, Gerardo Dávila; alcalde.
- Cipriano Aylas sindico de gastos.
- Sapater, subprefecto de la provincia.
- Y siguen firmas.

## Geografía

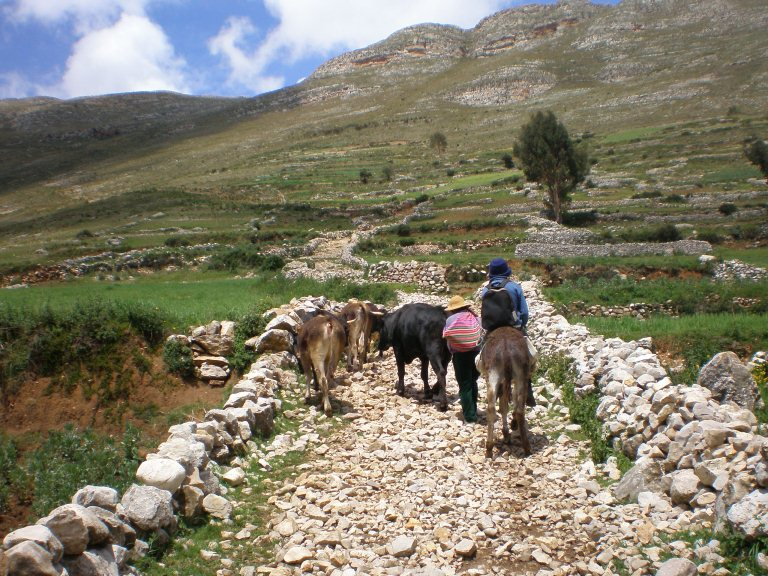

El Distrito de Paccha está enclavado en las cordilleras Central y Occidental de los Andes, abarca una superficie de 10,89 km² y se encuentra a 3 700 msnm.
- Topografía.-La superficie topográfica es accidentada. La zona presenta cerros y quebradas circundantes con fuertes pendientes, presentando paisajes sinuosos.

### Capital
Su capital es el pueblo de Paccha.
El Distrito de Paccha con su capital del mismo nombre, se ubica en la Provincia de Jauja, Región Junín, en la parte occidental de la ciudad de Jauja, con ingreso principal en el kilómetro 238 de la Carretera Central Lima a Jauja a orillas del río Mantaro.
Sus coordenadas geográficas son las siguientes:
- Latitud sur 11° 51' 06"
- Latitud oeste 75° 30' 27

### Límites
- Por el norte: los puntos denominados Yañacpuquio, Suyos y Pucutanca.
- Por el Oeste: los pastos de Ypas grande, la hacienda Consac y al hacienda Ypas chico.
- Por el sur: los pastos de distrito de Sincos y los de Yacuari.
- Por el este: los pastos de la hacienda de Miraflores y los puntos denominados Canchas y Masajcancha.

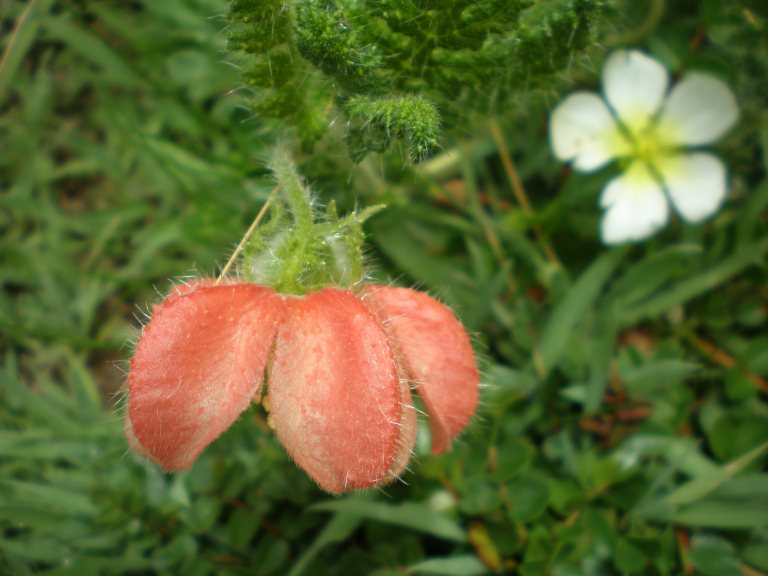

### Clima y fauna
Según la clasificación climática hecha por el SENAMHI, el clima en el distrito es templado y seco, con frío y lluvias en épocas invernales., La temperatura varia, de 3º a 18 °C, debido a su altitud y ubicación en la sierra central.
Presentando periodos diferenciados como son: 
- Abril a mayo.- Es seco y en las noches desciende la temperatura a menos de 5 grados.
- Junio a julio .- verano con un descenso de temperatura por las noches a bajo cero grados y en el día de 14º a 18º de temperatura
- Agosto a septiembre.- Se mantiene el clima con vientos fuertes y descensos de temperatura en la noche
- Octubre.- Es variado pero con vientos fuertes y algunos días de lluvia y frío.
- Noviembre a marzo.- lluvioso con un clima moderado templado con una temperatura de 10º a 16º y entre estos meses comienza a cambiar el clima alejándose el frío por las noches y empezando las lluvias de día y de noche con truenos y relámpagos.

Flora y fauna: 
El Distrito de Paccha presenta una biodiversidad en flora y fauna en sus ecosistemas,
En su ámbito territorial, es posible identificar dos tipos climáticos predominantes:
Húmedo - que va desde 3000 a 4000 m.s.n.m. 
Muy húmedo - corresponde a cordilleras altas sobre los 4000 m.s.n.m. 

### Flora
Está conformada por: Tuluma, Mullaca, Mayash, pichic – pichik, jaboncillo, Berro, hierba buena, lengua de vaca, verbena, Botón de Oro, milomanzana, maguey (chagual), Retama, malco (alta misa), tantal (junco), malvas, amor seco (shunko), Moromunchuy, Ulmish, huacatae, ramilla (jarhuancho), hierba santa, ishmush (muña), chinchimali, Llantén, canchalagua, yaguarshujo (chupasangre), cebadilla, achicoria, pinao, huallhua (culén), cuturomaza, Lichi – lichi, trigo, maíz, avena, trigo, urso, manzanilla, Ajenjo, romero, ortiga, ruda, menta, paico, haba, toronjil, Papa, quinua, mashua, oca, lentejas, arvejas, zanahoria, Lechuga, ciprés, alhelí, Clavel, y otras. 
FAUNA.- está conformada por: Abejas , escarabajo, caracol, libélula (Cacthisúa) , Caracol, insectos , culebras , golondrina, Cernícalo, gavilán, grillo, pito (acacllo), Cuy, conejo, sapo, rata, ratón, ruiseñor, Lagartija, hormiga, saltamonte, gorrión y pishu, Lombriz, picaflor, frailesco, paloma, culcush, Malaco, vizcacha, comadreja, zorzal Chihuaco, Muca, zorro, jarachupa, pájaro tejero, Tórtola, zancudos , bagre, trucha. Mamíferos: Vaca, asno, caballo, perro, cabra, venados, gato, oveja.Diferentes aves y animales aparte del yacupato, la gallina, pavo, pato y otros más.

### Hidrografía
Respecto a los recursos hídricos el distrito de Paccha, podemos manifestar que la precipitación pluvial es aproximadamente de 650 mm anual gracias a ello el distrito de Paccha cuenta con hermosas lagunillas, torrentosos manantiales, diversos ojos de agua, tres riachuelos, y dos presas en proyecto. 

#### Lagunillas
Entre las pocas lagunillas que cuenta Paccha se pueden mencionar las siguientes: 
- Vinso.-ubicados entre los linderos de Paccha de Paccha y Sincos, (anexo de Patacancha).
- Chaqui jucha.-(significa pozo seco) ubicado dentro de la jurisdicción del barrio de Paccha chico, cuartel cuarto Paccha, en la actualidad esta lagunilla está completamente desaguado.
- Cushurojucha.-(lugar donde abunda el cushuro) ubicado dentro de la reserva comunal de Ishpa.

Actualmente con apoyo de la municipalidad y en coordinación con la comunidad campesina de Paccha, se amplió la lagunilla original y se construyó dos lagunillas mas denominados. 
- Cushuro Jucha I.
- Cushuro Jucha II.
- Cushuro Jucha III.

## Autoridades

### Municipales
- 2015 - 2018[2]
  - Alcalde: [[]],  Movimiento Junín Emprendedores Rumbo al 21 (JER21).
  - Regidores: Cristian Alejandro Sinche Mandujano (JER21), Diana Rocío Damián Reyna (JER21), Sonia Dominga Quinto Churampi (JER21), Luis Jesús Reyna Dávila (JER21), Anselmo Roberto Fabián Sosa (Fuerza Popular)
- 2026-2030[3][4]
  - Alcalde: [[]], ().
  - Regidores: Ruth Elizabeth Curi Arias (BPJ), Aníbal Clodoaldo Misari Gómez (BPJ), Edith Teodora Damián Reyna (BPJ), Freddy Alberto Huamán Dianderas (BPJ), Melecio Gaudencio Dávila Gómez (Perú Libre).

### Policiales
- Comisaría de Jauja
  - Comisario: Cmdte. PNP. Edson Hernán Cerrón Lazo.[5]

### Religiosas
- Arquidiócesis de Huancayo[6]
  - Arzobispo de Huancayo: Mons. Pedro Barreto Jimeno, SJ.
  - Vicario episcopal: Pbro. Hermann Josef Wendling SS.CC.
- Parroquia San Miguel Arcángel - Huaripampa[7]
  - Párroco: Pbro. Rufino Valeriano Huahuasoncco, SS. CC.

## Educación

### Instituciones educativas
Institución Educativa Nº 30455 Desiderio Camacuari C.

## Festividades
- Enero: del 1 al 3 los chacra negros.
- Febrero: (fecha móvil) carnavales y la festividad de la Batalla de flores: (miércoles de ceniza) huwshi cuchuy.
- Marzo: (fecha móvil) semana santa.
- Mayo: (3 de mayo) faena comunal costumbrista de la limpia acequia y pagapu a los manantiales del 09 al 12, tradicional fiesta costumbrista de la Jija de Paccha.
- Junio: El día 15, aniversario del distrito.
- Julio: El día 28, fiestas patrias.
- Agosto: del 1 al 4, fiestas patronales en honor a San Santiago (tunantada).
- Setiembre: día 28, aniversario de la comunidad campesina de Paccha y Canchapunco y festividad en honor a la virgen de las mercedes. Masajcancha del 24 al 26
- Noviembre: Día 1 y 2 todos los santos. Día 24 festividades en honor a Santa Cata
- Diciembre: Día 23 festividad en honor a la Virgen Belén de Hualichaca. Día 25, fiestas de Navidad.